# Гільберто да Верона
Гільберто да Верона (італ. Giberto da Verona; д/н — бл. 1208) — триарх Негропонте в 1205—1208 роках.

## Життєпис
Походив з веронського шляхетського роду далле Карчері. Про його батьків нічого невідомо, але ймовірно його рід був пов'язаний з Мантуєю також, про що свідчить призначення родича Енріко далле Карчері єпископом Мантуї. Можливи батьки Гільберто перебралися до цього міста, де змінила ім'я або отримали прізвисько да Верона («Веронець»).
1200 року разом із родичем Равано долучився до Четвертого хрестового походу у складі венеціанського війська. Брав участь у захопленні Константинополя. Згодом опинивс яна службі в Бонфіцація I, короля Фессалоніки.
У серпні 1205 року в якості феоду отримав від Боніфація I або Жака д'Авена центральну частину острова Евбея з міста Халкіда. Втім резиденцю заснував в замку Кліссура. Ймовірно увесь час приділяв зміцненню свого становища та приборкання місцевого населення помер близько 1208 року. Його володіння приєднав Равано далле Карчері.

## Родина
- Гільєльмо (д/н—1252), триарх Негропонте у 1216—1252 роках
- Альберто